# الانتقام (مسلسل تركي)
الانتقام (بالتركية: İntikam)‏ هو مسلسل تلفزيوني تركي مقتبس من المسلسل الأمريكي الإنتقام من إنتاج قناة كانال دي التركية، عرض لأول مرة في 3 يناير 2013 إلى 20 فبراير 2014 ودبلج إلى اللغة العربية باللهجة السورية. من بطولة بيرين سات،، ميرت فرات، نجات إسلر من إنتاج قناة كانال دي

## قصة
تدور احداث المسلسل في أحد مجتمعات الطبقة العليا في تركيا ويركز المسلسل على يامور (يارا في النسخة المدبلجة) التي إستأجرت المنزل المجاور لعائلة أرصوي ثم يتبين أن يامور قد كانت من سكان هذا الحي وذلك حتى افتراء تم رميه على والدها عادل شيليك مما تسبب في إرسالها إلى إحدى دار الايتام وسجن والدها وان اسمها الحقيقي دارين وهي ابنة المتهم باخلاء البنك عادل شيليك حيث أدى هذا الافتراء إلى افلاس الكثير من المستثمرين وتشتت الكثير من العائلات وقد حكم عليه بالسجن المؤبد نتيجة هذه الجريمة التي لم يرتكبها وقد قتل في وقت لاحق بالسجن. وقد أعربت يامور عن سجن والدها أنهم أبعدوها عن والدها للأبد وأنهم أدانوا والدها لجريمة لم يرتكبها عندما كانت صغيرة، لذا فقد عادت يامور لحي عائلة ارصوي عازمة على الثأر والانتقام لوالدها الذي دفع ثمن جريمة شنعاء لم يرتكبها. فهي تريد أن تنتقم من كل شخص كان له دور في تدمير طفولتها، وكل أسرة أو شخصية عملت مع عائلة ارصوي لإدانة والدها ظلماً. وعلى رأس القائمة التي وضعتها يامور للانتقام شايكة ارصوي (أو شادية في النسخة المدبلجة)الأم الحاكمة لأسرة ارصوي وهي إمراة أحبها والدها لكن في نهاية المطاف خانته وغدرت به).

## شخصيات المسلسل
- بيرين سات: يامور اوزدان
- نجات إسلر: روزجار دينزجي
- ميرت فرات: ايمرة ارصوي
- ازجي أيوب أوغلو: جيمري ارصوي.
- باشاك دشمان: ديرين شيليك
- أرزو جيمز كلينش: شايكة ارصوي
- أنجين هيبيليرى: هاكان إيران
- ظافر الغوز: خلدون ارصوي
- ديدم أوزيل: ليلى صايغن
- جان سيباهي: باريش دينزجي
- أرزو جامزي

## روابط خارجية
- الإنتقام على موقع IMDb (الإنجليزية)
- الإنتقام على موقع قاعدة بيانات الأفلام العربية
- الإنتقام على موقع كينوبويسك (الروسية)
- الإنتقام على موقع قاعدة بيانات الفيلم (الإنجليزية)